# Jack Cooper-Love
Jack Cooper-Love (* 25. Dezember 2001) ist ein schwedischer Fußballspieler, der aktuell bei IF Elfsborg unter Vertrag steht.

## Karriere
Cooper-Love begann seine fußballerische Ausbildung beim Aneby SK, wo er bis 2017 bei den Junioren spielte. Anschließend wechselte er in die Jugendabteilung von IF Elfsborg. 2018/19 spielte er dort zweimal in der UEFA Youth League mit den A-Junioren. In der Saison 2020 spielte er zwölfmal für die A-Junioren in der U19-Allsvenskan und schoss dabei ebenfalls zwölf Tore. Am 19. April 2021 (2. Spieltag) debütierte er gegen Varbergs BoIS in der Allsvenskan, als er bei einem 3:1-Sieg in der letzten Minute eingewechselt wurde. Bei seinem internationalen Debüt in der Qualifikation zur Europa Conference League traf er bei dem 5:0-Sieg über den FC Milsami.